# Metampheres
Metampheres is een geslacht van hooiwagens uit de familie Gonyleptidae.
De wetenschappelijke naam Metampheres is voor het eerst geldig gepubliceerd door Roewer in 1913. 

## Soorten
Metampheres is monotypisch en omvat slechts de volgende soort:
- Metampheres albimarginatus